# Loire Aviation
La Loire Aviation fu un'azienda aeronautica francese, divisione dei cantieri Ateliers et Chantiers de la Loire, fondata nel 1925 con sede a Saint-Nazaire, nella Loira Atlantica. Mantenne la propria identità aziendale, nonostante la fusione nel 1934 con la Nieuport-Astra, per poi venire assorbita da consorzio Société nationale des constructions aéronautiques de l'ouest (SNCAO) nel 1936.

## Storia
Nel 1925 gli Ateliers et Chantiers de la Loire decisero di diversificare la propria produzione affacciandosi al mercato delle costruzioni aeronautiche, unendo la propria conoscenza nella lavorazione dei metalli e nella cantieristica per avviare la produzione di idrovolanti per il servizio di posta aerea nazionale. A questo scopo, dopo aver attrezzato uno stabilimento a Saint-Nazaire, sottoscrisse un accordo con la Etablissements Gourdou-Leseurre per la produzione di velivoli su licenza e, sotto la direzione di Mignot, riuscì ad ottenere una commissione per la produzione di 257 Gourdou-Leseurre LGL-32 destinati ad equipaggiare i reparti da caccia dell'Aéronautique navale, componente aerea della Marine nationale (la marina militare francese). Durante questo periodo i modelli progettati dall'ufficio tecnico della Gourdou-Leseurre ma costruiti a Saint-Nazaire vennero identificati come Loire-Gourdou-Leseurre.

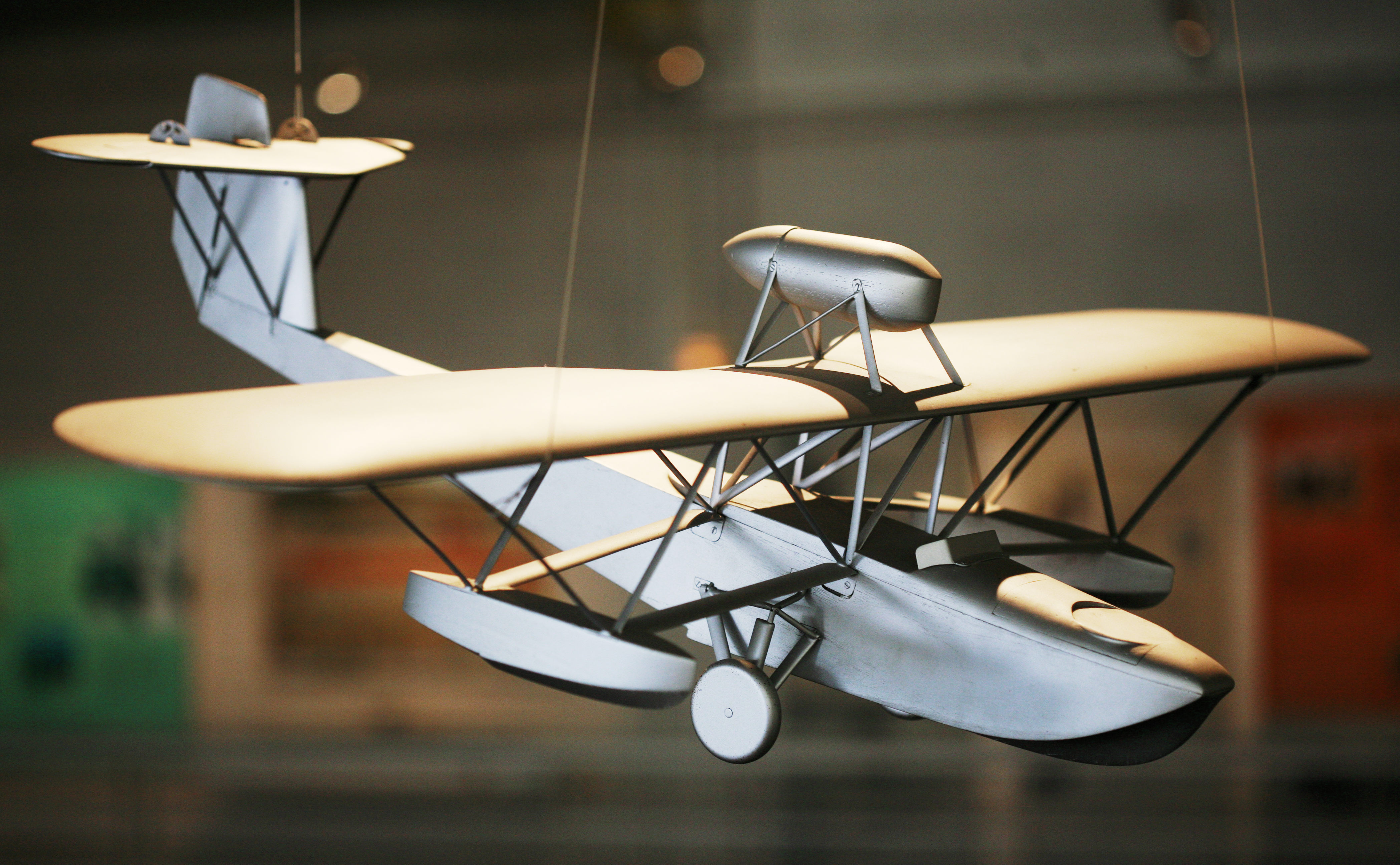
modello in scala destinato alla galleria del vento del Loire 501.

La collaborazione con la Gourdou-Leseurre si protrasse fino al 1928 prima di interrompersi e , nel 1930,  gli Ateliers et Chantiers de la Loire ribattezzarono la propria divisione aeronautica Loire Aviation. Disponendo oramai di un proprio ufficio tecnico affidato agli ingegneri Asselot, Jarrion, Guegand e Yves Jan Kerguistel, la Loire Aviation intraprese lo sviluppo di nuovi modelli di propria progettazione, il primo dei quali fu un monomotore destinato al mercato coloniale equipaggiato con un motore Salmson da 250 CV, il Loire 10, due dei quali richiesti per partecipare al Programme des Avions Coloniaux (programma di aviazione coloniale) del 1930 rimotorizzandoli con un più potente motore Lorraine da 300 CV, modello ridesignato Loire 11. La capacità produttive dell'azienda consentirono alla Loire Aviation di costruire, alla fine di giugno 1935, 232 velivoli di propria concezione, 70 Potez 25 A2, 19 Bloch MB 200 e 40 Dewoitine D.501.

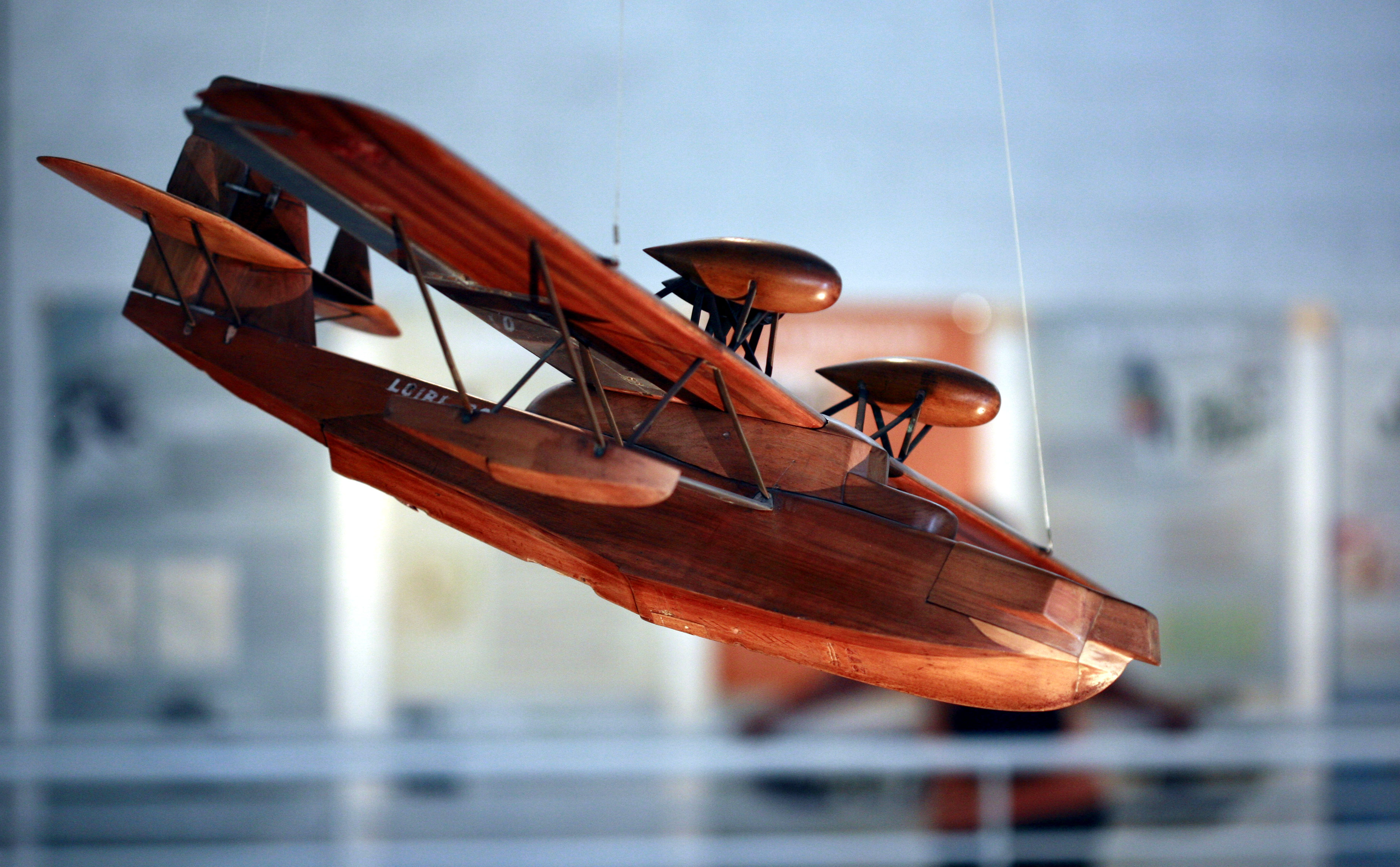
modello in scala destinato alla galleria del vento del Loire 70.

Nel 1933, gli Ateliers et Chantiers de la Loire decisero di avviare un'associazione con la Société Nieuport-Astra, mantenendo tuttavia ognuna una propria identità aziendale ed un proprio ufficio di progettazione. Questo causò in seguito dei problemi di gestione delle risorse in quanto ad una specifica emessa dall'Armée de l'air per un caccia monoplano, entrambe proposero un nuovo modello, i Loire 250 e Loire-Nieuport LN 161, trovandosi in concorrenza, concorso dove risultò vincitore il Morane-Saulnier MS.405.
Entrambe le società decisero al fine di fondersi il 1º luglio 1935 creando la nuova realtà aziendale Société Anonyme Loire-Nieuport (SALN). La società continuò la produzione con il marchio Loire-Nieuport in entrambi i due stabilimenti, a Saint-Nazaire e Issy-les-Moulineaux, mantenendo anche i campi di volo per i test, a La Baule-Escoublac e Villacoublay, mentre la sede era collocata al 4 rue de Téhéran a Paris affidata al direttore generale Henri de l'Escaille.
Come conseguenza della nazionalizzazione che dall'11 agosto 1936 coinvolse gradualmente tutte le aziende aeronautiche francesi ad indirizzo bellico, effettiva dal 15 luglio 1937, il 16 novembre 1936 la Loire-Nieuport entrò a far parte del consorzio che, con gli stabilimenti Breguet di Bouguenais, divenne la Société nationale de constructions aéronautique de l'ouest (SNCAO).

## Modelli di proprio sviluppo
- Loire 10
- Loire 11
- Loire 43
- Loire 45
- Loire 46
- Loire 50
- Loire 501
- Loire 60
- Loire 102
- Loire 130
- Loire 210
- Loire 250
- Loire 300
- Loire 301